# Europese kampioenschappen kortebaanzwemmen 2010
De Europese kampioenschappen kortebaanzwemmen 2010 werden van donderdag 25 tot en met zondag 28 november georganiseerd in het Pieter van den Hoogenband Zwemstadion in Eindhoven.

## Wedstrijdschema
| Donderdag 25/11 | Vrijdag 26/11 | Zaterdag 27/11 | Zondag 28/11 |
| --- | --- | --- | --- |
| Series vanaf 9:30 uur lokale tijd | | | |
| 50 m vrij mannen 50 m school vrouwen 200 m wissel mannen 100 m rug vrouwen 200 m rug mannen 100 m vlinder mannen 200 m vlinder vrouwen 100 m school mannen 200 m wissel vrouwen 400 m vrij mannen 100 m vrij vrouwen 4×50 m wissel mannen                                                                        | 50 m rug mannen 50 vlinder vrouwen 400 m wissel mannen 100 m wissel vrouwen 200 m school vrouwen 100 m vrij mannen 4×50 m vrij vrouwen 800 m vrij vrouwen | 50 m rug vrouwen 50 m school mannen 400 m vrij vrouwen 100 m rug mannen 100 m school vrouwen 100 m wissel mannen 100 m vlinder vrouwen 200 m vlinder mannen 4×50 m wissel vrouwen 1500 m vrij mannen | 50 vrij vrouwen 50 vlinder mannen 400 m wissel mannen 200 m school mannen 200 m vrij vrouwen 200 m vrij mannen 200 m rug vrouwen 4×50 m vrij mannen |
| Finales - vanaf 17:00 uur lokale tijd | | | |
| HF 50 m vrij mannen HF 50 m school vrouwen F 400 m vrij mannen F 200 m rug mannen HF 100 m rug vrouwen HF 100 m vlinder mannen F 200 m wissel vrouwen HF 100 m school mannen F 200 m vlinder vrouwen F 200 m wissel mannen HF 100 m vrij vrouwen F 50 m vrij mannen F 50 m school vrouwen F 4×50 m wissel mannen | SS 800 m vrij vrouwen HF 50 m rug mannen HF 50 vlinder vrouwen F 400 m wissel mannen F 200 m school vrouwen F 100 m school mannen F 100 m vrij vrouwen HF 100 m vrij mannen F 100 m rug vrouwen F 100 m vlinder mannen HF 100 m wissel vrouwen F 50 vlinder vrouwen F 50 m rug mannen F 4×50 m vrij vrouwen | SS 1500 m vrij mannen HF 50 m rug vrouwen HF 50 m school mannen F 400 m vrij vrouwen HF 100 m wissel mannen HF 100 m school vrouwen HF 100 m rug mannen F 100 m wissel vrouwen F 200 m vlinder mannen HF 100 m vlinder vrouwen F 100 m vrij mannen F 50 m rug vrouwen F 50 m school mannen F 4×50 m wissel vrouwen | HF 50 vrij vrouwen HF 50 vlinder mannen F 400 m wissel mannen F 200 m school mannen F 200 m vrij vrouwen F 100 m wissel mannen F 100 m vlinder vrouwen F 200 m vrij mannen F 100 m school vrouwen F 100 m rug mannen F 200 m rug vrouwen F 50 vrij vrouwen F 50 vlinder mannen F 4×50 m vrij mannen |

## Selecties

### België
De Belgische zwembond selecteerde 13 zwemmers voor het EK, negen mannen en vier vrouwen.
Mannen
- Jasper Aerents
- Ward Bauwens
- Dieter Dekoninck
- Gilles De Wilde
- François Heersbrandt
- Pierre-Yves Romanini
- Glenn Surgeloose
- Pieter Timmers
- Emmanuel Vanluchene

Vrouwen
- Kimberly Buys
- Annelies De Maré
- Kim Janssens
- Fanny Lecluyse

### Nederland
Technisch directeur Jacco Verhaeren selecteerde 29 zwemmers voor het EK, vijftien mannen en veertien vrouwen.
Mannen
- Robin van Aggele
- Stefan de Die
- Robbert Donk
- Dion Dreesens
- Nick Driebergen
- Jan Kersten
- Job Kienhuis
- Bastiaan Lijesen
- Joost Reijns
- Lennart Stekelenburg
- Bastiaan Tamminga[3]
- Bas van Velthoven
- Joeri Verlinden
- Sebastiaan Verschuren[4]
- Jurjen Willemsen

Vrouwen
- Elise Bouwens
- Tessa Brouwer
- Inge Dekker
- Femke Heemskerk
- Saskia de Jonge
- Ilse Kraaijeveld
- Ranomi Kromowidjojo
- Moniek Nijhuis
- Sharon van Rouwendaal
- Hinkelien Schreuder
- Rieneke Terink
- Marleen Veldhuis
- Lieke Verouden
- Wendy van der Zanden

## Medailles
Legenda
- WR = Wereldrecord
- ER = Europees record
- CR = Kampioenschapsrecord

### Mannen
| Onderdeel            | Goud                                                                    | Goud     | Zilver                                                                       | Zilver   | Brons                                                                     | Brons    |
| -------------------- | ----------------------------------------------------------------------- | -------- | ---------------------------------------------------------------------------- | -------- | ------------------------------------------------------------------------- | -------- |
| Vrije slag           |                                                                         |          |                                                                              |          |                                                                           |          |
| 50 m                 | Steffen Deibler Duitsland                                               | 20,98    | Marco Orsi Italië                                                            | 21,17    | Andrij Hovorov Oekraïne                                                   | 21,32    |
| 100 m                | Danila Izotov Rusland                                                   | 46,56    | Jevgeni Lagoenov Rusland                                                     | 46,60    | Luca Dotto Italië                                                         | 47,09    |
| 200 m                | Danila Izotov Rusland                                                   | 1.41,84  | Paul Biedermann Duitsland                                                    | 1.42,94  | Jevgeni Lagoenov Rusland                                                  | 1.44,11  |
| 400 m                | Paul Biedermann Duitsland                                               | 3.39,51  | Federico Colbertaldo Italië                                                  | 3.41,70  | Aleksandr Selin Rusland                                                   | 3.43,70  |
| 1500 m               | Federico Colbertaldo Italië                                             | 14.35,36 | Sergij Frolov Oekraïne                                                       | 14.42,01 | Job Kienhuis Nederland                                                    | 14.42,39 |
| Rugslag              |                                                                         |          |                                                                              |          |                                                                           |          |
| 50 m                 | Stanislav Donets Rusland                                                | 22,74 ER | Vitali Borisov Rusland                                                       | 23,72    | Nick Driebergen Nederland                                                 | 23,73    |
| 100 m                | Stanislav Donets Rusland                                                | 49,35    | Damiano Lestingi Italië                                                      | 51,46    | Artem Dubovskoj Rusland                                                   | 51,90    |
| 200 m                | Yannick Lebherz Duitsland                                               | 1.51,74  | Damiano Lestingi Italië                                                      | 1.51,84  | Artem Dubovskoj Rusland                                                   | 1.52,72  |
| Schoolslag           |                                                                         |          |                                                                              |          |                                                                           |          |
| 50 m                 | Robin van Aggele Nederland                                              | 26,44    | Aleksander Hetland Noorwegen                                                 | 26,56    | Fabio Scozzoli Italië Hendrik Feldwehr Duitsland                          | 26,68    |
| 100 m                | Fabio Scozzoli Italië                                                   | 57,78    | Hendrik Feldwehr Duitsland                                                   | 58,09    | Robin van Aggele Nederland                                                | 58,68    |
| 200 m                | Marco Koch Duitsland                                                    | 2.04,86  | Melquiades Álvarez Spanje                                                    | 2.05,41  | Anton Lobanov Rusland                                                     | 2.06,71  |
| Vlinderslag          |                                                                         |          |                                                                              |          |                                                                           |          |
| 50 m                 | Steffen Deibler Duitsland                                               | 22,34    | Andrij Hovorov Oekraïne                                                      | 22,74    | Joeri Verlinden Nederland                                                 | 23,23    |
| 100 m                | Steffen Deibler Duitsland                                               | 49,95    | Joeri Verlinden Nederland                                                    | 50,52    | Peter Mankoč Slovenië                                                     | 50,92    |
| 200 m                | Dinko Jukić Oostenrijk                                                  | 1.53,35  | Tim Wallburger Duitsland                                                     | 1.53,71  | Bence Biczó Hongarije                                                     | 1.53,75  |
| Wisselslag           |                                                                         |          |                                                                              |          |                                                                           |          |
| 100 m                | Markus Deibler Duitsland                                                | 52,13    | Peter Mankoč Slovenië                                                        | 52,87    | Alan Cabello Spanje                                                       | 53,24    |
| 200 m                | Markus Deibler Duitsland                                                | 1.53,25  | Vytautas Janušaitis Litouwen                                                 | 1.54,07  | Dinko Jukić Oostenrijk                                                    | 1.54,93  |
| 400 m                | David Verrasztó Hongarije                                               | 4.03,06  | Yannick Lebherz Duitsland                                                    | 4.05,08  | Federico Turrini Italië                                                   | 4.05,24  |
| Vrije slag estafette |                                                                         |          |                                                                              |          |                                                                           |          |
| 4×50 m               | Italië Luca Dotto Lucio Spadaro Filippo Magnini Marco Orsi              | 1.25,16  | Duitsland Steffen Deibler Markus Deibler Stefan Herbst Christoph Fildebrandt | 1.25,19  | Rusland Danila Izotov Jevgeni Lagoenov Vitali Syrnikov Vladimir Brjoechov | 1.25,81  |
| Wisselslag estafette |                                                                         |          |                                                                              |          |                                                                           |          |
| 4×50 m               | Duitsland Stefan Herbst Hendrik Feldwehr Steffen Deibler Markus Deibler | 1.33,40  | Italië Mirco Di Tora Fabio Scozzoli Paolo Facchinelli Marco Orsi             | 1.33,83  | Rusland Stanislav Donets Sergej Gejbel Nikolaj Skvortsov Danila Izotov    | 1.34,25  |

### Vrouwen
| Onderdeel            | Goud                                                                          | Goud    | Zilver                                                                  | Zilver  | Brons                                                                         | Brons   |
| -------------------- | ----------------------------------------------------------------------------- | ------- | ----------------------------------------------------------------------- | ------- | ----------------------------------------------------------------------------- | ------- |
| Vrije slag           |                                                                               |         |                                                                         |         |                                                                               |         |
| 50 m                 | Ranomi Kromowidjojo Nederland                                                 | 23,58   | Hinkelien Schreuder Nederland                                           | 23,90   | Britta Steffen Duitsland                                                      | 23,95   |
| 100 m                | Ranomi Kromowidjojo Nederland                                                 | 51,44   | Femke Heemskerk Nederland                                               | 52,02   | Britta Steffen Duitsland                                                      | 52,92   |
| 200 m                | Femke Heemskerk Nederland                                                     | 1.52,62 | Silke Lippok Duitsland                                                  | 1.53,96 | Evelyn Verrasztó Hongarije                                                    | 1.54,39 |
| 400 m                | Ágnes Mutina Hongarije                                                        | 4.01,25 | Melanie Costa Spanje                                                    | 4.02,26 | Grainne Murphy Ierland                                                        | 4.02,86 |
| 800 m                | Federica Pellegrini Italië                                                    | 8.15,20 | Boglárka Kapás Hongarije                                                | 8.18,56 | Grainne Murphy Ierland                                                        | 8.19,45 |
| Rugslag              |                                                                               |         |                                                                         |         |                                                                               |         |
| 50 m                 | Sanja Jovanović Kroatië                                                       | 27,10   | Elena Gemo Italië                                                       | 27,13   | Simona Baumrtova Tsjechië                                                     | 27,30   |
| 100 m                | Daryna Zevina Oekraïne                                                        | 57,57   | Sharon van Rouwendaal Nederland                                         | 57,91   | Duane da Rocha Spanje                                                         | 58,37   |
| 200 m                | Duane da Rocha Spanje                                                         | 2.03,97 | Sharon van Rouwendaal Nederland                                         | 2.04,13 | Daryna Zevina Oekraïne                                                        | 2.05,08 |
| Schoolslag           |                                                                               |         |                                                                         |         |                                                                               |         |
| 50 m                 | Dorothea Brandt Duitsland                                                     | 30,40   | Moniek Nijhuis Nederland                                                | 30,45   | Valentina Artemjeva Rusland                                                   | 30,55   |
| 100 m                | Moniek Nijhuis Nederland                                                      | 1.06,20 | Sophie de Ronchi Frankrijk                                              | 1.06,21 | Tessa Brouwer Nederland                                                       | 1.06,65 |
| 200 m                | Anastasia Chaun Rusland                                                       | 2.22,68 | Tanja Smid Slovenië                                                     | 2.22,88 | Chiara Boggiatto Italië                                                       | 2.24,52 |
| Vlinderslag          |                                                                               |         |                                                                         |         |                                                                               |         |
| 50 m                 | Inge Dekker Nederland                                                         | 25,38   | Hinkelien Schreuder Nederland                                           | 25,49   | Triin Aljand Estland                                                          | 25,90   |
| 100 m                | Inge Dekker Nederland                                                         | 56,51   | Ingvild Snildal Noorwegen                                               | 57,46   | Caterina Giacchetti Italië                                                    | 58,17   |
| 200 m                | Zsuzsanna Jakabos Hongarije                                                   | 2.05,58 | Alessia Polieri Italië                                                  | 2.06,18 | Caterina Giacchetti Italië                                                    | 2.06,49 |
| Wisselslag           |                                                                               |         |                                                                         |         |                                                                               |         |
| 100 m                | Evelyn Verrasztó Hongarije                                                    | 59,53   | Hinkelien Schreuder Nederland                                           | 59,57   | Theresa Michalak Duitsland                                                    | 59,85   |
| 200 m                | Evelyn Verrasztó Hongarije                                                    | 2.07,06 | Kimberly Buys België                                                    | 2.10,14 | Lara Grangeon Frankrijk                                                       | 2.10,22 |
| 400 m                | Zsuzsanna Jakabos Hongarije                                                   | 4.29,78 | Anja Klinar Slovenië                                                    | 4.30,83 | Lara Grangeon Frankrijk                                                       | 4.30,93 |
| Vrije slag estafette |                                                                               |         |                                                                         |         |                                                                               |         |
| 4×50 m               | Nederland Inge Dekker Femke Heemskerk Hinkelien Schreuder Ranomi Kromowidjojo | 1.34,34 | Duitsland Dorothea Brandt Britta Steffen Lisa Vitting Daniela Schreiber | 1.36,83 | Finland Marlene Niemi Emilia Pikkarainen Lotta Nevalainen Hanna-Maria Seppälä | 1.39,02 |
| Wisselslag estafette |                                                                               |         |                                                                         |         |                                                                               |         |
| 4×50 m               | Nederland Hinkelien Schreuder Moniek Nijhuis Inge Dekker Ranomi Kromowidjojo  | 1.44,98 | Duitsland Jenny Mensing Dorothea Brandt Lisa Vitting Britta Steffen     | 1.47,70 | Italië Laura Letrari Lisa Fissneider Elena Gemo Federica Pellegrini           | 1.49,56 |

## Medailleklassement
| Plaats | Land       | Goud | Zilver | Brons | Totaal |
| 1      | Duitsland  | 10   | 8      | 4     | 22     |
| 2      | Nederland  | 9    | 8      | 5     | 22     |
| 3      | Hongarije  | 6    | 1      | 2     | 9      |
| 4      | Rusland    | 5    | 2      | 8     | 15     |
| 5      | Italië     | 4    | 7      | 7     | 18     |
| 6      | Spanje     | 1    | 2      | 2     | 5      |
| 6      | Oekraïne   | 1    | 2      | 2     | 5      |
| 8      | Oostenrijk | 1    | 0      | 1     | 2      |
| 9      | Kroatië    | 1    | 0      | 0     | 1      |
| 10     | Slovenië   | 0    | 3      | 1     | 4      |
| 11     | Noorwegen  | 0    | 2      | 0     | 2      |
| 12     | Frankrijk  | 0    | 1      | 2     | 3      |
| 13     | België     | 0    | 1      | 0     | 1      |
| 13     | Litouwen   | 0    | 1      | 0     | 1      |
| 15     | Ierland    | 0    | 0      | 2     | 2      |
| 16     | Tsjechië   | 0    | 0      | 1     | 1      |
| 16     | Estland    | 0    | 0      | 1     | 1      |
| 16     | Finland    | 0    | 0      | 1     | 1      |
| Totaal | Totaal     | 38   | 38     | 39    | 115    |

## Records
De onderstaande tabel geeft de verbroken wereld (WR), Europese (ER) en kampioenschapsrecords (CR) tijdens dit kampioenschap.
| Datum       | Afstand          | Ronde  | Naam             | Land | Tijd  | CR     | ER     | WR |
| ----------- | ---------------- | ------ | ---------------- | ---- | ----- | ------ | ------ | -- |
| 26 november | 50 m rugslag (m) | Finale | Stanislav Donets | RUS  | 22,74 | Vinkje | Vinkje |    |